# Alexandra Bøje
Alexandra Bøje (* 6. Dezember 1999 in Horsens) ist eine dänische Badmintonspielerin. 

## Karriere
Alexandra Bøje wurde 2014 Jugendeuropameisterin. Ab 2014 gewann sie auch mehrere Nachwuchstitel in ihrer Heimat. 2016 siegte sie bei den Czech International ebenso wie 2017. 2017 war sie ebenfalls bei den Norwegian International erfolgreich. 2021 qualifizierte sie sich für die Olympischen Sommerspiele des gleichen Jahres.

## Sportliche Erfolge
| Saison    | Veranstaltung                                | Disziplin | Platz | Name                                     |
| --------- | -------------------------------------------- | --------- | ----- | ---------------------------------------- |
| 2013/2014 | Dänische Juniorenmeisterschaft U15 2013/2014 | WS        | 1     | Alexandra Bøje                           |
| 2014      | European Junior Championships U15 2014       | WS        | 1     | Alexandra Bøje                           |
| 2014      | European Junior Championships U15 2014       | XD        | 1     | Jesper Toft / Alexandra Bøje             |
| 2015      | Hungarian International 2015                 | WD        | 2     | Alexandra Bøje / Gabriella Bøje          |
| 2015/2016 | Dänische Juniorenmeisterschaft U17 2015/2016 | XD        | 1     | Paw Eriksen / Alexandra Bøje             |
| 2015/2016 | Dänische Juniorenmeisterschaft U17 2015/2016 | WD        | 1     | Michelle Skødstrup / Alexandra Bøje      |
| 2016      | European Junior Championships U17 2016       | WD        | 1     | Alexandra Bøje / Amalie M. Krogh         |
| 2016      | European Junior Championships U17 2016       | XD        | 1     | Paw Eriksen / Alexandra Bøje             |
| 2016      | Danish Junior Cup 2016                       | WD        | 1     | Alexandra Bøje / Freja Ravn              |
| 2016      | Czech International 2016                     | XD        | 1     | Mathias Bay-Smidt / Alexandra Bøje       |
| 2016/2017 | Dänische Juniorenmeisterschaft U19 2016/2017 | WD        | 1     | Alexandra Bøje / Alberte Spure Nielsen   |
| 2016/2017 | Dänische Juniorenmeisterschaft U19 2016/2017 | XD        | 1     | Emil Hybel Kristensen / Alexandra Bøje   |
| 2017      | Czech International 2017                     | XD        | 1     | Mathias Bay-Smidt / Alexandra Bøje       |
| 2017      | European Junior Championships U19 2017       | WD        | 2     | Alexandra Bøje / Julie Dawall Jakobsen   |
| 2017      | Dänische Meisterschaft 2017                  | WD        | 2     | Alexandra Bøje / Lena Grebak             |
| 2017      | Norwegian International 2017                 | WD        | 1     | Alexandra Bøje / Sara Lundgaard          |
| 2018      | Austrian International 2018                  | WD        | 3     | Alexandra Bøje / Sara Lundgaard          |
| 2018      | Dänische Meisterschaft 2018                  | XD        | 2     | Mathias Bay-Smidt / Alexandra Bøje       |
| 2018      | Dutch Open 2018                              | WD        | 3     | Alexandra Bøje / Sara Lundgaard          |
| 2018      | All England 2018                             | XD        | 17    | Joachim Fischer Nielsen / Alexandra Bøje |
| 2019      | Polish Open 2019                             | WD        | 2     | Alexandra Bøje / Mette Poulsen           |
| 2019      | Dänische Meisterschaft 2019                  | WD        | 2     | Alexandra Bøje / Sara Lundgaard          |
| 2019      | Finnish Open 2019                            | XD        | 3     | Frederik Søgaard / Alexandra Bøje        |
| 2019      | Scottish Open                                | XD        | 1     | Mathias Christiansen / Alexandra Bøje    |
| 2020      | Dänische Meisterschaft 2020                  | XD        | 2     | Mathias Christiansen / Alexandra Bøje    |
| 2020      | All England 2020                             | XD        | 17    | Mathias Christiansen / Alexandra Bøje    |
| 2020      | Dänische Meisterschaft 2020                  | WD        | 1     | Alexandra Bøje / Mette Poulsen           |
| 2021      | All England 2021                             | WD        | 9     | Alexandra Bøje / Mette Poulsen           |
| 2021      | All England 2021                             | XD        | 9     | Mathias Christiansen / Alexandra Bøje    |